# محمدبن یوسف ایلاقی
شرف الزمان محمد بن علی ایلاقی یا محمدبن یوسف ایلاقی پزشک ایرانی قرن ۱۱ میلادی بود. وی را شاگرد ابن سینا دانسته‌اند. وی خلاصه ای بر قانون طب ابن سینا نوشته است.